# Duncan Oughton
Duncan Edward Oughton, född den 14 juni 1977 i Karori, är en nyzeeländsk före detta professionell fotbollsspelare.

## Karriär

### Major League Soccer
Oughton blev draftad som tionde totalt av Columbus Crew i draften 2001. Han fick plats på direkten i startelvan och spelade konturnerligt fram till 2005, då Oughton missade hela säsongen på grund av en knäskada. Han släpptes av Crew i maj 2006 men fortsatte att träna med laget och Crew valde att skriva kontrakt med honom igen den 18 augusti 2006. Dock fick han se sin speltid bli mindre och mindre från och med 2008 års säsong.
Efter 2010 års säsong lade Oughton av som spelare och blev i stället assisterande tränare för Columbus Crew. I maj 2013 bytte han klubb till Toronto FC.

### Internationellt
Oughton har representerat Nya Zeelands landslag 25 gånger och gjort två mål.
Han var med i truppen för Nya Zeeland i Confederations Cup 2009 i Sydafrika, där han fick göra ett inhopp.

## Statistik

### Major League Soccer

#### Grundserien
| Säsong | Klubb         | Liga                | Matcher | Mål |
| ------ | ------------- | ------------------- | ------- | --- |
| 2001   | Columbus Crew | Major League Soccer | 20      | 0   |
| 2002   | Columbus Crew | Major League Soccer | 20      | 0   |
| 2003   | Columbus Crew | Major League Soccer | 23      | 0   |
| 2004   | Columbus Crew | Major League Soccer | 28      | 2   |
| 2005   | Columbus Crew | Major League Soccer | 0       | 0   |
| 2006   | Columbus Crew | Major League Soccer | 9       | 0   |
| 2007   | Columbus Crew | Major League Soccer | 19      | 1   |
| 2008   | Columbus Crew | Major League Soccer | 5       | 0   |
| 2009   | Columbus Crew | Major League Soccer | 9       | 0   |
| 2010   | Columbus Crew | Major League Soccer | 3       | 0   |
| Totalt | Totalt        | Totalt              | 136     | 3   |

#### Slutspel
| Säsong | Klubb         | Liga    | Matcher | Mål |
| ------ | ------------- | ------- | ------- | --- |
| 2002   | Columbus Crew | MLS Cup | 5       | 0   |
| 2004   | Columbus Crew | MLS Cup | 2       | 0   |
| Totalt | Totalt        | Totalt  | 7       | 0   |